# Tetragoneuria spinosa
Tetragoneuria spinosa е вид водно конче от семейство Corduliidae.

## Разпространение
Видът е разпространен в САЩ (Алабама, Арканзас, Вирджиния, Делауеър, Джорджия, Кентъки, Луизиана, Мериленд, Ню Джърси, Оклахома, Северна Каролина, Тексас, Флорида и Южна Каролина).